# Fluorescencia

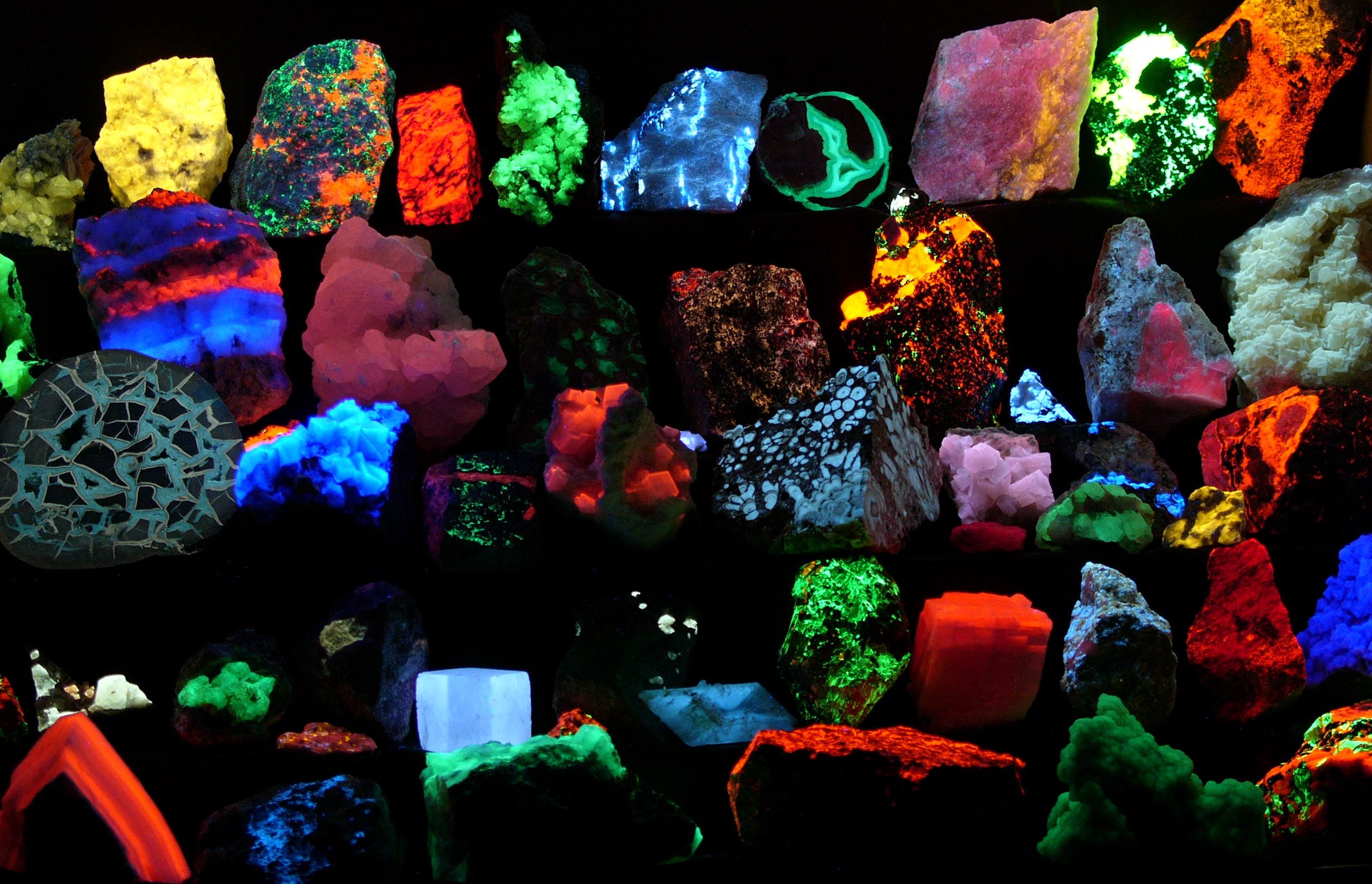
Colección de 47 minerales iluminados con luz ultravioleta, que emiten luz visible de diversos colores mediante el proceso de fluorescencia.

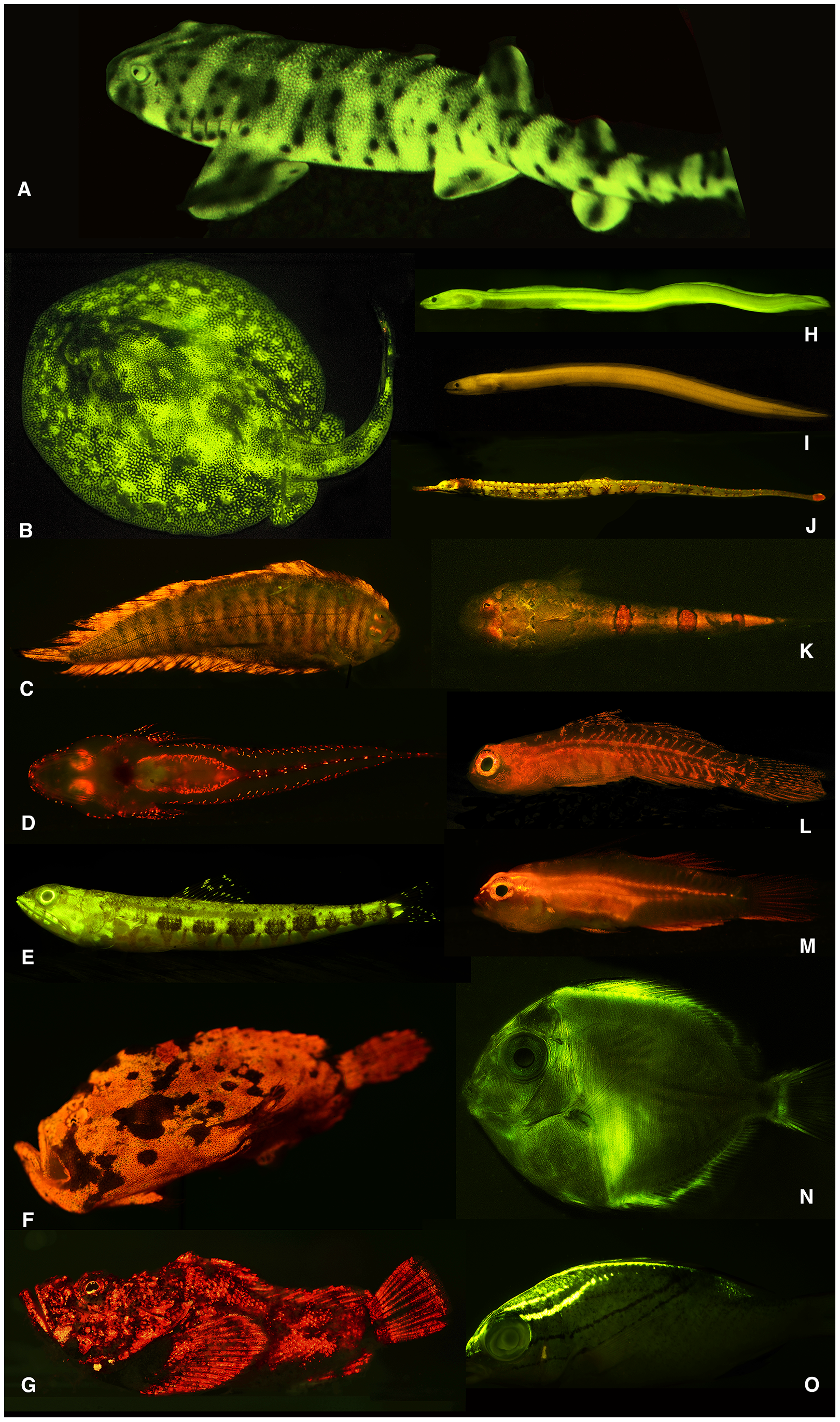
Peces marinos fluorescentes

La fluorescencia es un tipo particular de luminiscencia que caracteriza a las sustancias que son capaces de absorber energía en forma de radiaciones electromagnéticas y luego emitir parte de esa energía en forma de radiación electromagnética de longitud de onda diferente.
La energía total emitida en forma de luz es siempre menor a la energía total absorbida y la diferencia entre ambas es disipada en forma de calor. En la mayoría de los casos la longitud de onda emitida es mayor -y por lo tanto de menor energía- que la absorbida, sin embargo, si la radiación de excitación es intensa, es posible para un electrón absorber dos fotones; en esta absorción bifotónica, la longitud de onda emitida es más corta que la absorbida, sin embargo en ambos casos la energía total emitida es menor que la energía total absorbida.
En general las sustancias fluorescentes absorben energía en forma de radiación electromagnética de onda corta (p. ej. radiación gamma, rayos x, UV, luz azul, etc.), y luego la emiten nuevamente a una longitud de onda más larga, por ejemplo dentro del espectro visible; los ejemplos más notables de fluorescencia ocurren cuando la luz absorbida se encuentra dentro del rango ultravioleta del espectro -invisible al ojo humano- y la luz emitida se encuentra en la región visible.
El mecanismo de fluorescencia típico implica tres pasos secuenciales, llamados respectivamente absorción (1), disipación no radiativa (2) y emisión (3).
El ciclo completo es muy breve, transcurre en tiempos del orden de los nanosegundos, por lo que puede considerarse prácticamente instantáneo. Es este tiempo tan corto lo que diferencia a la fluorescencia de otro conocido fenómeno luminoso, la fosforescencia. El mecanismo de fluorescencia también se encuentra muy relacionado con el proceso de quimioluminiscencia.
Las sustancias que son capaces de emitir luz al ser excitadas por diferentes tipos de radiación se denominan fluoróforos. Es posible obtener una amplia variedad de colores por fluorescencia, dependiendo de la longitud de onda que emita el compuesto fluorescente.
El fenómeno de fluorescencia posee numerosas aplicaciones prácticas, entre las que se encuentran por ejemplo análisis en mineralogía, gemología, sensores químicos (espectroscopia fluorescente), pigmentos y tintas, detectores biológicos y lámparas fluorescentes.

## Historia

Matlalina, la sustancia fluorescente en la madera del árbol Eysenhardtia polystachya.

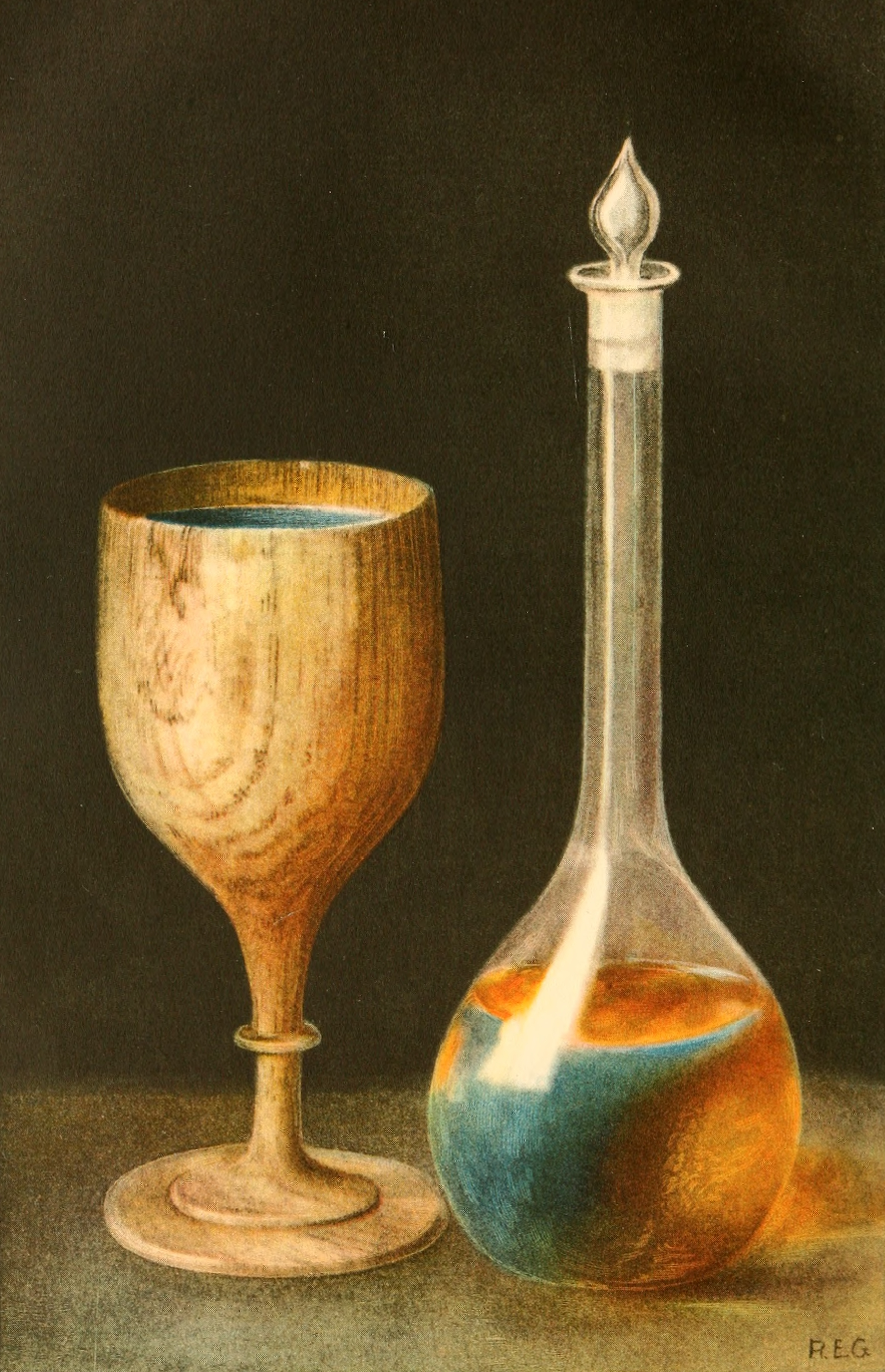
Copa de Lignum nephriticum hecha de la madera del árbol de narra (Pterocarpus indicus), y un frasco que contiene sus soluciones fluorescentes.

Una temprana observación de la fluorescencia fue descrita en 1560 por Bernardino de Sahagún y en 1565 por Nicolás Monardes en la infusión conocida como lignum nephriticum (del latín, "madera renal"). Fue derivado de la madera de dos especies de árboles, Pterocarpus indicus y Eysenhardtia polystachya. El compuesto químico responsable de esta fluorescencia es la matlalina, que es el producto de oxidación de uno de los flavonoides que se encuentran en esa madera.
En 1819, Edward D. Clarke y en 1822 René Just Haüy describieron fluorescencia en las fluoritas, en 1833 sir David Brewster describió el fenómeno en la clorofila y en 1845 sir John Herschel hizo lo mismo con la quinina.
En un artículo de 1852 sobre la "refrangibilidad " (cambio de longitud de onda) de la luz, George Gabriel Stokes describió la facultad del fluorspar y del cristal de uranio para cambiar la luz invisible más allá del extremo violeta del espectro visible en luz azul. Llamó a este fenómeno fluorescencia (fluorescence): «Casi me inclino a acuñar una palabra, y llamo la apariencia fluorescencia, de fluor-spar [es decir, la fluorita], como el término análogo opalescencia se deriva del nombre de un mineral». El nombre fue derivado del mineral fluorita (difluoruro de calcio), que en algunas muestras tiene rastros de europio bivalente, que sirve como activador fluorescente emitiendo luz azul. En un experimento clave utilizó un prisma para aislar la radiación ultravioleta de la luz solar y observó la luz azul emitida por una solución de etanol de quinina expuesto por ella.

## Mecanismo

### Consideraciones previas
Para entender el mecanismo subyacente al proceso de fluorescencia es necesario primero repasar el concepto de orbital atómico y de orbital molecular.
Los electrones en un átomo se organizan ocupando diferentes orbitales, esto es, regiones en el espacio en torno al núcleo donde existe una cierta probabilidad de encontrarlos. Existen orbitales de baja energía y orbitales de alta energía. Los electrones prefieren ocupar primero, y siempre que sea posible, los orbitales de menor energía que se encuentren desocupados. Sin embargo esto no significa que no puedan ocupar transitoriamente orbitales de mayor energía.

### Transiciones electrónicas
Para mover un electrón de un orbital de baja energía a un orbital de mayor energía es necesario cubrir esa diferencia de energía con un aporte externo (es casi como llevar un cuerpo de un lugar bajo a un lugar con cierta altura, con la diferencia de que a escala atómica la diferencia de energía entre orbitales se encuentra cuantizada). Para cada tipo de átomo la diferencia de energía entre dos orbitales dados es constante y los electrones se pueden mover entre esos orbitales únicamente ganando o perdiendo esa cantidad fija de energía. Este proceso se conoce como transición electrónica. En el caso de tratarse de átomos únicos esto provoca que cada tipo de átomo posea líneas de absorción y líneas de emisión muy características, es decir que sea capaz de absorber o emitir energía en forma de cuantos de luz a determinadas longitudes de onda correspondientes a cada uno de los procesos de salto de los electrones entre orbitales de diferente energía. En el caso de átomos únicos las líneas espectrales son muy precisas y definidas porque las transiciones entre diferentes orbitales poseen diferencias de energía muy marcadas y precisas.

### Espectros moleculares
Cuando los átomos se combinan para formar moléculas, sus orbitales atómicos desaparecen, combinándose para formar orbitales moleculares. Los electrones ahora pueden ocupar regiones de probabilidad en torno a varios núcleos. La combinación de orbitales atómicos se produce en forma lineal, esto significa por ejemplo que si se combinan dos átomos, cada uno de los cuales posee cuatro orbitales atómicos, la molécula poseerá como resultado ocho orbitales moleculares. Estos orbitales moleculares poseerán energías intermedias a las de los orbitales atómicos que se combinaron para formarlos. La situación se va tornando más compleja cuantos más átomos posea una molécula. Como consecuencia, moléculas relativamente grandes poseen un número muy elevado de orbitales moleculares entre los cuales se pueden producir transiciones electrónicas. Es por eso que las moléculas poseen bandas de emisión y absorción y no líneas. Estas bandas se encuentran formadas por la superposición de una gran cantidad de líneas correspondientes a cada una de las transiciones posibles entre diferentes orbitales dentro de la molécula. Y para complicar aún más la situación, hay que considerar que las moléculas no son rígidas, sino que se trata de estructuras dinámicas que están sometidas a deformaciones estructurales, debidas por ejemplo a vibraciones térmicas o a rotaciones de determinadas partes de la molécula. Cuando se altera la forma de una molécula, también se altera la forma de los orbitales moleculares que la forman y como consecuencia se altera la energía de los mismos. Las deformaciones estructurales provocan ligeras diferencias entre las energías de diferentes orbitales que hacen que se modifiquen las energías de transición electrónica entre ellas. Finalmente cabe considerar que en una molécula en estado basal, muchos de los electrones se encuentran en estado singlete, es decir, se encuentran complementados por otro electrón dentro del mismo orbital con un espín antiparalelo. Una transición electrónica típica, implica que un electrón en estado singlete, salta a un orbital de mayor energía adquiriendo un estado doblete donde su espín no se encuentra complementado por otro antiparalelo. Pero pueden ocurrir otro tipo de transiciones, en la cual dos electrones en estado doblete, pueden ser promovidos a dos orbitales degenerados (de igual energía) adquiriendo un estado triplete en el cual sus espines son paralelos. Las transiciones de espín, también pueden absorber y emitir energía en forma de luz.

### Mecanismo básico y diagrama de Jablonski
Un diagrama de Jablonski es básicamente una representación simplificada de los niveles electrónicos (orbitales) de una molécula y de las posibles transiciones electrónicas que se pueden dar entre estos niveles. En un diagrama de Jablonski se agrupan verticalmente los estados electrónicos de acuerdo a su energía y horizontalmente de acuerdo a su multiplicidad de espín. Las transiciones radiativas se representan con líneas rectas y las no radiativas con líneas onduladas. A continuación se presenta un diagrama de Jablonski modificado para representar una molécula hipotética que posee un nivel electrónico basal (S0) dos niveles electrónicos de alta energía (S1 y S2) y un nivel de dos orbitales degenerados con espines paralelos (triplete T1) cada uno de estos niveles con varios subniveles vibracionales debidos a las deformaciones térmicas de la molécula (Vb). En el eje vertical se ubica la energía relativa de cada nivel electrónico, y en el eje horizontal hemos considerado al tiempo y no a la multiplicidad de espín. Las flechas verticales representan absorciones y emisiones de energía en forma de fotones y las flechas diagonales implican disipación de energía por medios no radiativos (en forma de calor).
La situación aquí representada comienza por la promoción de un electrón que se encontraba en estado basal S0 a un nivel electrónico de alta energía S2 en un estado vibracional alto (la línea Vb más alta de todas). Esta promoción se produce cuando la molécula absorbe energía, en general en forma de un cuanto de luz (fotón). Este electrón en un estado electrónico excitado vibracionalmente alto puede ceder parte de su energía en forma de vibraciones que se transmiten al resto de la molécula (flecha amarilla diagonal rotulada como NR). Esta energía aumenta la amplitud de las vibraciones de la molécula, energía que es finalmente disipada cuando la molécula choca con otras moléculas cediéndola en forma de calor.
El electrón puede ir cayendo como en una escalera entre diferentes estados vibracionales cediendo en cada escalón parte de su energía en forma de calor, que aumenta las vibraciones de la molécula. También puede hacerlo cediendo toda su energía de golpe, cayendo a un nivel inferior y emitiendo gran parte de la energía en forma de un único cuanto de luz (situación representada por la primera flecha verde vertical).
Aunque en teoría sería posible que el electrón cayera desde el estado vibracional alto al estado basal S0, en la práctica esto no ocurre, pues la molécula rápidamente transfiere parte de la energía absorbida a otros orbitales por medio de un mecanismo de reconversión energética interna, un proceso que ocurre usualmente en tiempos muy cortos del orden de 10-15 segundos, por lo que resulta virtualmente imposible para el electrón ceder nuevamente el total de la energía que recibió y como consecuencia la luz emitida es siempre de menor energía y mayor longitud de onda que la recibida. A medida que el tiempo se prolonga, mayor es la cantidad de energía que se pierde por procesos no radiativos y mayor es la longitud de onda de la luz emitida. Eventualmente todos los electrones en estados excitados caen hasta el estado basal ya sea emitiendo luz (FE) o perdiendo energía por procesos no radiativos (NR) estos procesos se producen en la fluorescencia en tiempos de hasta 10-9 segundos.
En algunas moléculas sin embargo, existen orbitales degenerados con energías muy similares a las de los niveles excitados. En estas moléculas puede ocurrir que un electrón con alta energía ceda parte de su energía a un electrón en estado basal para formar dos electrones desapareados en dos orbitales degenerados (estado triplete) de energía intermedia. El estado triplete es metaestable y puede existir por tiempos enormemente largos si se lo compara con las transiciones entre estados dobletes; en el primer caso los tiempos de decaimiento usualmente van desde las centésimas de segundo hasta las horas. Cuando los electrones en estado triplete aparean sus espines ceden esa energía de apareamiento en forma de luz, produciendo el fenómeno de fosforescencia.
La relajación de un estado S1 también puede ocurrir a través de una interacción con una segunda molécula mediante lo que se conoce como desactivación (quenching fluorescente) de la fluorescencia, en este caso la molécula excitada cede su energía a otra y esta última la disipa en forma de calor. El oxígeno molecular (O2), por ejemplo, es muy eficiente desactivando la fluorescencia de otras moléculas debido a su inusual estado triplete fundamental.
Finalmente algunas moléculas que se excitan a través de la absorción de luz o por medio de un proceso diferente (P. ej. a causa de una reacción química) pueden transferir esta energía a una segunda molécula ‘sensibilizada’ por un mecanismo de paso intersistema entre moléculas. A través de este mecanismo la segunda molécula es conducida a un estado de excitación electrónica y es finalmente esta última la que va a emitir fluorescencia. En estos casos las diferencias de energía entre la radiación excitadora y la emitida son excepcionalmente grandes. Este mecanismo se utiliza por ejemplo en los contadores de centelleo líquidos para producir luz visible a partir de radiaciones nucleares de alta energía.

## Ecuaciones

### Fotoquímica
En resumen la fluorescencia ocurre cuando una molécula, átomo o nanoestructura vuelve a su estado fundamental después de haber sido excitada electrónicamente.
Excitación:

{\displaystyle S_{0}+h\nu _{ex}\to S_{1}}

Fluorescencia (emisión) :

{\displaystyle S_{1}\to S_{0}+h\nu _{em}}

Aquí, {\displaystyle h\nu } es un término genérico para la energía del fotón con h = constante de Planck y donde {\displaystyle \nu } = frecuencia de la luz. (Las frecuencias específicas de la luz excitadora y emitida son dependientes en cada sistema en particular.)
El estado S0 se llama estado fundamental de la molécula fluorescente y S1 es su primer estado electrónico excitado.
Además de estos estados electrónicos, que corresponden a la ubicación de los electrones de enlace de la molécula en diferentes orbitales moleculares, existen diferentes estados vibracionales para estos orbitales moleculares, estos estados vibracionales corresponden a las oscilaciones que experimentan los átomos que forman la molécula en torno a los enlaces.
Los estados vibracionales altos pueden disipar energía en forma de calor, aumentando las vibraciones de las moléculas vecinas.
Una molécula en estado de excitación electrónica, S1, puede adquirir un estado de menor energía por diferentes mecanismos. Puede por ejemplo sufrir un 'decaimiento no radiativo' en el cual la mayor parte de la energía de excitación es disipada como calor (vibraciones) hacia el disolvente. Las moléculas orgánicas excitadas también pueden relajarse mediante conversión a un estado triplete entregando energía a otro orbital molecular para obtener al final dos orbitales con energías intermedias, finalmente alguno de estos orbitales se relaja emitiendo un cuanto de luz, por fosforescencia o mediante un segundo paso no radiativo de decaimiento.

### Rendimiento cuántico
El rendimiento cuántico de un proceso de fluorescencia es una manera de interpretar la eficacia del mecanismo. (Véase eficiencia cuántica)
Se define como la proporción entre el número de fotones emitidos y el de fotones absorbidos.

{\displaystyle \Phi ={\frac {\#{\text{ moléculas luminiscentes}}}{\#{\text{ moléculas excitadas}}}}}

El máximo rendimiento cuántico de fluorescencia es por lo tanto 1 (100%); esto significa que cada fotón absorbido resulta en un fotón emitido. Sin embargo compuestos con rendimientos cuánticos de 0,10 se consideran aún bastante fluorescentes.
Otra forma de definir el rendimiento cuántico de un mecanismo de fluorescencia es mediante las tasas a las cuales decae el estado de excitación:

{\displaystyle {\frac {{k}_{f}}{\sum _{i}{k}_{i}}}}

donde {\displaystyle {k}_{f}} es la tasa de emisión espontánea de radiación y {\displaystyle \sum _{i}{k}_{i}} es la suma de todas las tasas de decaimiento.
Otras tasas de decaimiento del estado de excitación se deben a mecanismos diferentes a la emisión de fotones y con frecuencia se llaman, por lo tanto, “tasas no-radiativas”.
Entre estas últimas podemos incluir: desactivación por colisión dinámica, interacción de campo cercano dipolo-dipolo (o transferencia de energía de resonancia), conversión interna y paso de intersistema. Por lo tanto, si la tasa de decaimiento de cualquier vía cambia, esto afecta tanto al tiempo de vida del estado excitado, como al rendimiento cuántico de la fluorescencia.
El rendimiento cuántico de fluorescencia se mide comparándolo con un patrón; la sal sulfato de quinina disuelta en ácido sulfúrico es un patrón común para la medición de fluorescencia.

### Tiempo de vida
El tiempo de vida de la fluorescencia depende básicamente del tiempo promedio que permanece la molécula en su estado de excitación antes de emitir un fotón.
La fluorescencia típicamente sigue una cinética de primer orden:

{\displaystyle \left[S1\right]=\left[S1\right]_{0}e^{-\Gamma t},}

donde {\displaystyle \left[S1\right]} es la concentración de moléculas en estado de excitación en el tiempo {\displaystyle t}, {\displaystyle \left[S1\right]_{0}} es la concentración inicial y {\displaystyle \Gamma } es la tasa de decaimiento o el inverso del tiempo de vida de la fluorescencia.
Este es un ejemplo de decaimiento exponencial. Varios procesos radiativos y no radiativos pueden despoblar el estado excitado. En ese caso, la tasa de decaimiento total es la suma de todas las tasas:

{\displaystyle \Gamma _{tot}=\Gamma _{rad}+\Gamma _{nrad}}

donde {\displaystyle \Gamma _{tot}} es la tasa de decaimiento global, {\displaystyle \Gamma _{rad}} es la tasa de decaimiento radiativo y {\displaystyle \Gamma _{nrad}} la tasa de decaimiento no radiativo.
La ecuación es muy similar a una reacción química de primer orden en la cual la tasa constante de primer orden es la suma de todas las tasas (un modelo cinético paralelo). Si la tasa de emisión espontánea, o cualquiera de las otras tasas, son rápidas el tiempo de vida es corto.
Para compuestos fluorescentes que emitan fotones con energías desde el UV hasta el infrarrojo cercano, los tiempos típicos de decaimiento del estado excitado se encuentran entre 0.5 a 20 nanosegundos. El tiempo de vida de un fluoróforo es un parámetro importante para las aplicaciones prácticas de la fluorescencia tales como la transferencia de energía de resonancia.

## Reglas
Existen algunas reglas para predecir los comportamientos de la fluorescencia. La Regla de Kasha, por ejemplo, dicta que el rendimiento cuántico de luminiscencia es independiente de la longitud de onda de la radiación.
Esto no es siempre cierto y se contradice a menudo en muchas moléculas simples. Una declaración un tanto más confiable, aunque aún con excepciones, podría ser que el espectro de fluorescencia muestra muy poca dependencia con la longitud de onda de la radiación.
El diagrama de Jablonski describe la mayor parte del mecanismo de relajación para las moléculas en estado excitado.

## Aplicaciones
Existen muchos compuestos naturales y sintéticos que exhiben fluorescencia, y tienen un sinnúmero de aplicaciones prácticas, desde la simple decoración fluorescente hasta aplicaciones en química analítica tales como FPIA. En la naturaleza hay múltiples ejemplos de organismos que utilizan la fluorescencia y en especial la quimioluminiscencia para atraer alimento o pareja, o bien para espantar a los depredadores.

### Iluminación

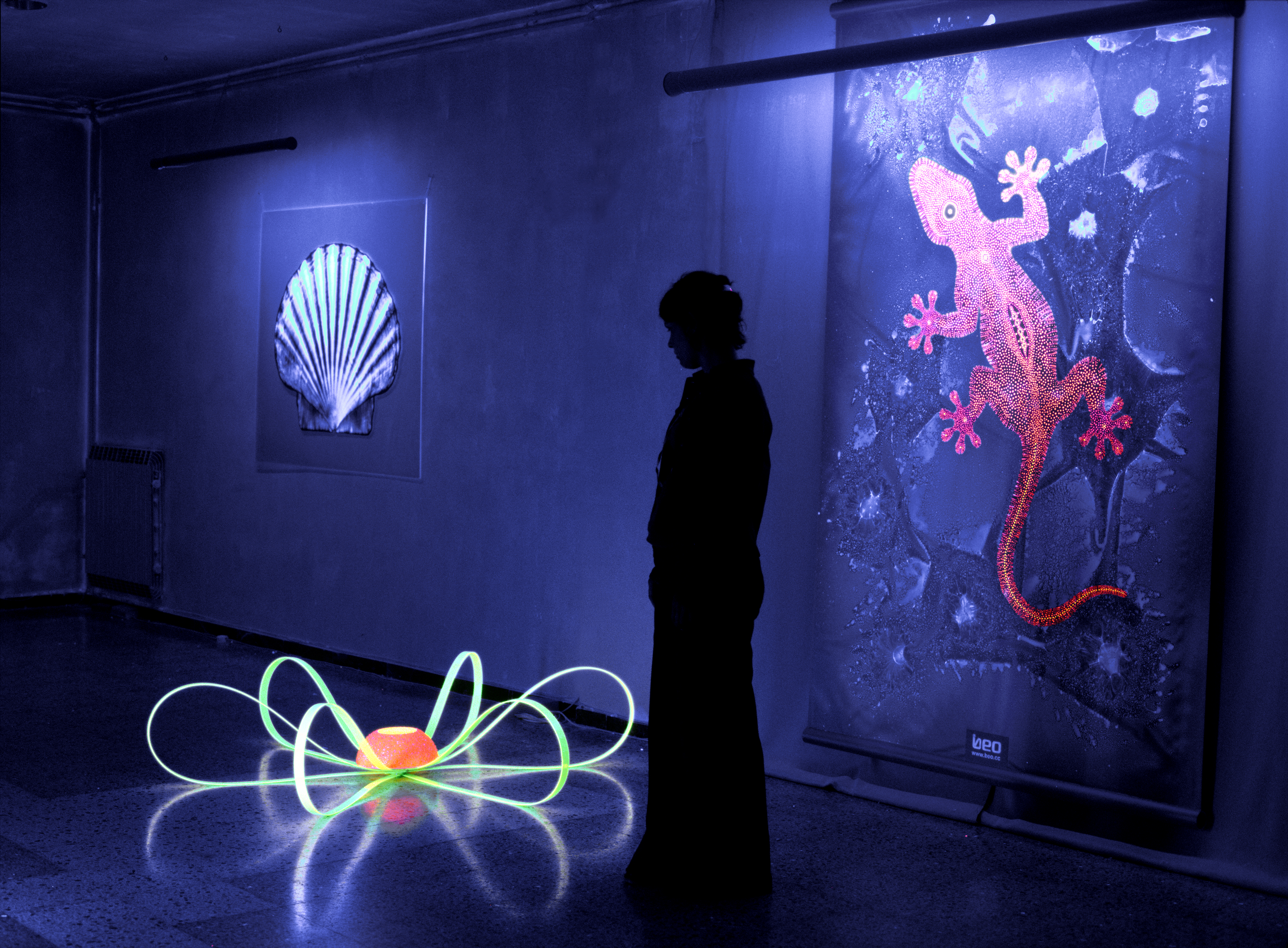
Pintura y plástico fluorescentes iluminados por luz Ultravioleta. (artista: Beo Beyond).

El común tubo fluorescente depende de la fluorescencia. Dentro del tubo de vidrio hay un vacío parcial y una pequeña cantidad de mercurio. Una descarga eléctrica en el tubo causa que los átomos de mercurio emitan luz. La luz emitida se encuentra en el rango ultravioleta (UV), y es por lo tanto invisible para nuestros ojos; pero el tubo se encuentra revestido con una capa de un material fluorescente llamado  fósforo, el cual absorbe la luz ultravioleta y la reemite en el espectro visible. La iluminación fluorescente es energéticamente mucho más eficiente que la tecnología incandescente, pero el espectro producido puede hacer que ciertos colores no parezcan naturales, esto es así porque el espectro de emisión no es continuo, sino que se encuentra formado por un limitado número de longitudes de onda (líneas de emisión).
El LED de luz blanca, este tipo de LED funciona a través de un proceso similar[cita requerida]. Típicamente, en estos dispositivos el semiconductor emisor produce luz en la parte azul del espectro, la cual choca con un compuesto fluorescente depositado en el chip; y este fluorescente emite en la región verde y roja del espectro. La combinación de la luz azul que pasa a través del fluorescente y la luz emitida por el mismo produce una luz casi blanca.[cita requerida]
La Lámpara fluorescente compacta (CFL) funciona de la misma forma que cualquier tubo fluorescente típica y con ventajas. Es utilizada para reemplazar lámparas incandescentes en muchas aplicaciones. Producen un cuarto del calor por lumen emitido que los bombillos incandescentes y duran hasta cinco veces más. Estas lámparas contienen mercurio y deben ser manejadas y dispuestas con cuidado. Las desventajas de que estas lámparas tengan un balastro es que no encajan adecuadamente en todos los aparatos de luz. Todas las lámparas fluorescentes tienen un retraso significativo al momento de ser encendidas comparadas con las lámparas incandescentes, una desventaja en algunas aplicaciones. Adicionalmente, la tecnología que les permite ser usadas también reduce significativamente su vida útil y su fiabilidad en aplicaciones de luz crepuscular, por ejemplo al utilizarlas con los famosos atenuadores o dimmers.

### Química analítica
La fluorescencia puede ser detectada con un monocromador para encontrar emisiones típicas de compuestos presentes en una cromatografía líquida de alta eficacia. Además, permite visualizar las manchas producidas por una TLC si los compuestos o los reactivos de reveladores son fluorescentes.
La fluorescencia es más efectiva cuando hay una gran proporción de átomos en los niveles bajos de energía en una distribución de Boltzmann. Existe entonces una mayor probabilidad que los átomos con energía baja sean excitados y liberen a su vez fotones, permitiendo así un análisis más eficiente.
Las huellas dactilares pueden visualizarse con compuestos fluorescentes como la ninhidrina.

### Bioquímica y medicina
Las biomoléculas pueden marcarse con un grupo químico fluorescente (fluorocromo) mediante una reacción química simple, lo cual permite una detección sensible y cuantitativa de la molécula. Algunos ejemplos:
- La microscopía de fluorescencia de tejidos, células o estructuras subcelulares se consigue marcando el anticuerpo con un fluorocromo y permitiendo que aquel encuentre su antígeno correspondiente presente en la muestra. Al marcar varios anticuerpos con diferentes fluorocromos se puede lograr la visualización de múltiples objetivos dentro de una misma imagen.
- Secuenciación automática de ADN por el método de terminación de la cadena: cada uno de los cuatro ddNTP se encuentra marcado con un fluorocromo específico, de tal forma que se generan cadenas de diferente longitud que al ser sometidas a una fuente de UV se puede determinar la base nitrogenada terminal de cada cadena debido a la longitud de onda emitida característica de cada fluorocromo.

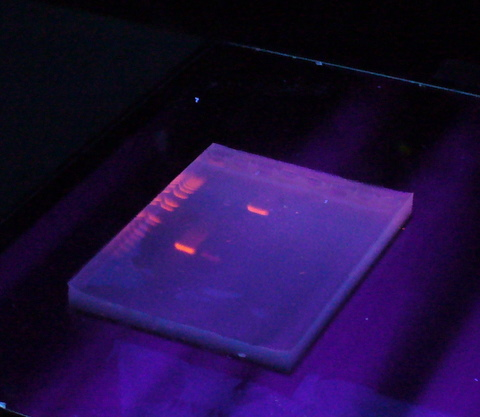
Electroforesis en gel de agarosa teñido con bromuro de etidio. El bromuro de etidio se intercala en el ADN y fluoresce naranja cuando se expone a luz UV.

- Detección de ADN: el compuesto bromuro de etidio, libre de cambiar su conformación en disolución, tiene poca fluorescencia. La fluorescencia del bromuro de etidio se aumenta enormemente cuando se une al ADN, de tal forma que este compuesto es muy útil para visualizar la localización de fragmentos de ADN en el método de electroforesis en geles de agarosa. El bromuro de etidio puede ser tóxico, por tanto una alternativa más segura es teñir con SYBR Green.
- Microarreglos
- Inmunología: los sitios de unión de un anticuerpo a un espécimen microscópico por ejemplo, pueden ser vistos, e incluso cuantificados, empleando la fluorescencia si se le ha unido previamente un grupo químico fluorescente al anticuerpo específico (IFI).
- La fluorescencia ha sido empleada para el estudio de la estructura y conformación del ADN, así mismo como de proteínas, con técnicas como la transferencia de energía de resonancia, la cual mide distancias a nivel de angstroms. Lo anterior es especialmente importante en complejos de biomoléculas múltiples.
- Es utilizada en Citometría de flujo para identificar diferentes receptores en las células estudiadas, marcando estas células con anticuerpos específicos conjugados a un fluorescente.
- La Proteína Verde Fluorescente (GFP), de la medusa Aequorea victoria, se ha convertido en una herramienta de investigación muy importante. GFP y otras proteínas relacionadas son usadas como reporteros de un sinnúmero de eventos biológicos incluyendo aquellos de localización subcelular. Los niveles de expresión génica son medidos en algunas ocasiones uniendo el gen de producción de GFP con el gen de interés.

También, diversas moléculas biológicas tienen fluorescencia intrínseca y por tanto, pueden ser empleadas sin necesidad de unirlas a una etiqueta química. Algunas veces, esta fluorescencia intrínseca cambia cuando la molécula se encuentra en un ambiente específico, de tal forma que la distribución o el ligamiento de la molécula pueden ser medidos. La bilirrubina, por ejemplo, es altamente fluorescente cuando se une a la albúmina sérica en un sitio específico. La protoporfirina zinc, la cual se encuentra en las células sanguíneas cuando la producción del grupo hemo es inhibido por la existencia de plomo o la ausencia de hierro en la sangre, tiene una fuerte fluorescencia y puede ser, por tanto, empleada para detectar estos problemas.

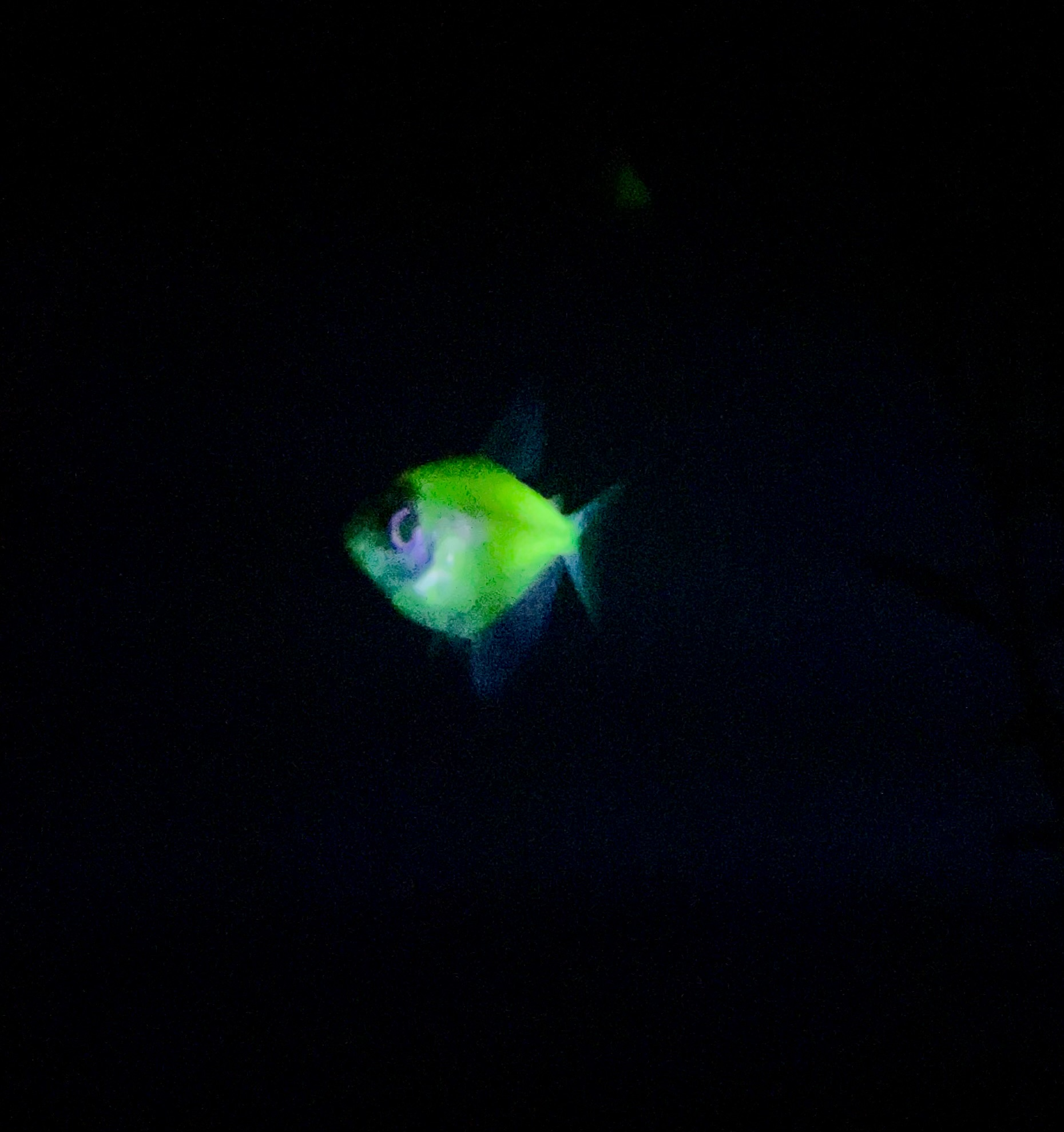
Pez transgénico fluorescente

El número de aplicaciones de la fluorescencia ha ido creciendo en el campo de la biomedicina, la biología y en otras ciencias relacionadas. Los métodos de análisis en estos campos también han ido aumentando: FPIA, FLIM, FLI, FLIP, CALI, FLIE, FRET, FRAP, FCS, PFRAP, smFRET, FRIPS, SHRIMP o TIRF. Muchas de estas técnicas se basan en los microscopios de fluorescencia. Los microscopios utilizan fuentes de luz de alta intensidad, usualmente lámparas de mercurio o xenón, LED’s, o láseres, para generar fluorescencia en las muestras bajo observación. Posteriormente, los filtros ópticos separan la luz excitada de la fluorescencia emitida, para permitir que sea detectada a simple vista, empleando una cámara o utilizando algún otro detector de luz como espectrógrafos, etc. Muchas investigaciones se están llevando a cabo para mejorar ya sea el desempeño de estos microscopios, las sondas fluorescentes usadas, y las aplicaciones de las mismas. De interés particular son los microscopios confocales, los cuales utilizan un poro para lograr secciones ópticas, proporcionando una vista cuantitativa y en 3D de la muestra.

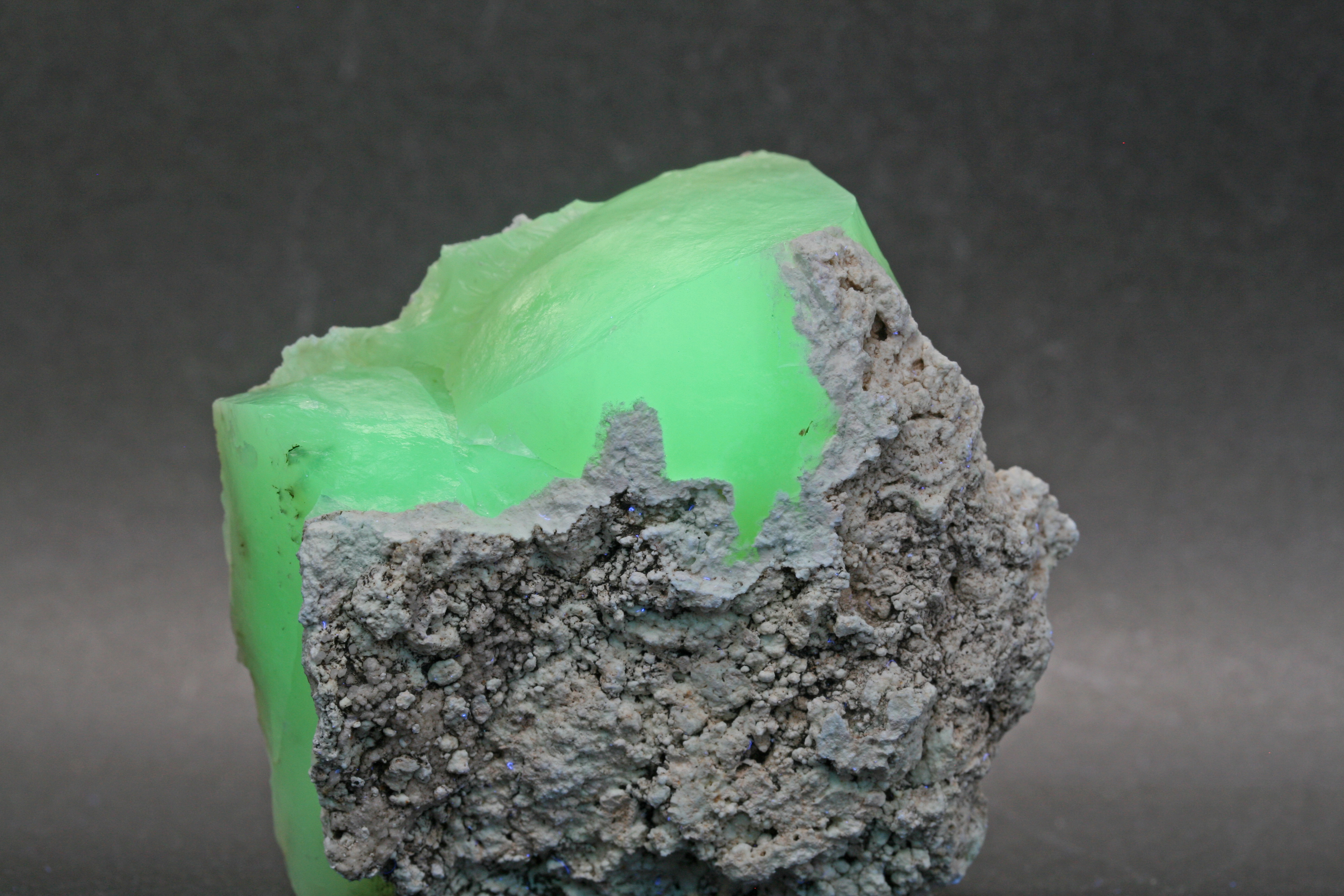
Ópalo procedente del Cerro Batallones, Torrejón de Velasco (Madrid), España. El elemento responsable de la fluorescencia es el uranio.

### Gemología, mineralogía, geología y ciencias forenses
Las gemas, los minerales, las fibras y muchos otros materiales que pueden ser encontrados en medicina forense, pueden tener una fluorescencia distintiva o pueden fluorecer diferente bajo luz ultravioleta de onda corta, de onda larga, o rayos X. Muchos minerales son fluorescentes bajo la luz ultarvioleta de onda larga, corta o de ambas. La fluorescencia puede deberse a la acción de los elementos constituyentes  principales, como sucede en minerales secundarios de uranio, o a componentes traza. Las trazas de uranio hacen fluorescente en tono verde amarillento o amarillo al ópalo de muchas localidades. El estroncio, plomo y manganeso producen fluorescencia en calcita y en aragonito. La scheelita presenta fluorescencia azulada, pero solamente bajpo la luz ultravioleta de onda corta. Los rubíes, las esmeraldas y el diamante Hope exhiben fluorescencia roja bajo luz UV de onda corta; los diamantes también emiten luz bajo rayos X.
El petróleo emite fluorescencia en un rango de colores, desde el marrón mate para aceites pesados y alquitrán hasta el amarillento y blanco azulado para los aceites muy livianos y condensados. Este fenómeno es usado en perforaciones hechas para la exploración de petróleo permitiendo identificar pequeñas cantidades de crudo en las perforaciones y en los poros de las muestras.

### Líquidos orgánicos
Los líquidos orgánicos, como las mezclas de antraceno en benceno o tolueno, emiten fluorescencia bajo la acción de radiación UV o rayos gamma. Los tiempos de decaimiento de esta fluorescencia se encuentran en el orden de los nanosegundos ya que la duración de la luz depende del tiempo de vida de los estados excitados del material fluorescente, en este caso antraceno.